# Nahr Ibrahim
Nahr Ibrahim (arab. ‏نهر ابراهيم‎ Nahr Ibrāhīm ‘Rzeka Abrahama’) – rzeka w Libanie, uchodząca do Morza Śródziemnego, na południe od Byblos, w starożytności znana jako Adonis. Obszar położony nad rzeką wykorzystywany jest do celów turystycznych.